# Приходько, Василий Артёмович
Василий Артёмович Приходько (1922—1946) — советский военнослужащий. Участник Великой Отечественной войны. Герой Советского Союза (1943). Старшина.

## Биография
Василий Артёмович Приходько родился 3 сентября 1922 года в селе Атюша Кролевецкого уезда Черниговской губернии Украинской ССР (ныне село Коропского района Черниговской области Украины) в крестьянской семье. Украинец. Окончил семь классов неполной средней школы и курсы трактористов. До призыва на военную службу работал по специальности в колхозе.
В ряды Рабоче-крестьянской Красной Армии В. А. Приходько был призван Батуринским районным военкоматом в 1940 году. Гражданская специальность тракториста во многом определила его направление в автобронетанковые войска. Срочную службу В. А. Приходько нёс в танковой части Северо-Кавказского военного округа. За короткое время освоил воинские специальности механика-водителя, заряжающего, башенного стрелка и стрелка-радиста. В действующей армии красноармеец В. А. Приходько с августа 1941 года. В 1942 году участвовал в обороне Кавказа. С 3 января 1943 года В. А. Приходько в составе 398-го танкового батальона 183-й танковой бригады 10-го танкового корпуса в должности стрелка-радиста. Зимой 1943 года Василий Артёмович участвовал в операции «Скачок» на Юго-Западном фронте. В боях против танковой дивизии СС «Викинг» корпус понёс значительные потери и после завершения операции был выведен в резерв Ставки Верховного Главнокомандования, где находился до лета 1943 года.
7 июля 1943 года 10-й танковый корпус был передан Воронежскому фронту и во время оборонительной фазы Курской битвы входил в оперативный фронтовой резерв. В бой корпус был введён уже в ходе Белгородско-Харьковской операции в полосе наступления 40-й армии. После разгрома немецко-фашистских войск на Курской дуге, Красная Армия практически без паузы приступила к освобождению Левобережной Украины. Красноармеец В. А. Приходько принимал участие в Сумско-Прилукской фронтовой операции Битвы за Днепр, в составе своего подразделения освобождал город Переяслав. Особо отличился в боях за расширение плацдарма на правом берегу Днепра.
23 сентября 1943 года 183-я танковая бригада 10-го танкового корпуса получила задачу переправиться на плацдарм, захваченный подразделениями 309-й стрелковой дивизии на правом берегу реки Днепр в районе хутора Монастырёк. Первым места переправы достиг танк командира роты старшего лейтенанта Н. Л. Баклана, стрелком-радистом в экипаже которого служил красноармеец В. А. Приходько. Под непрерывным артиллерийским обстрелом противника и в условиях бомбёжки с воздуха танк командира роты первым форсировал Днепр. Участвовал в отражении многочисленных контратак противника, обеспечивая переправу других частей. В боях за расширение плацдарма он обеспечивал бесперебойную радиосвязь с командованием бригады, передавал данные о расположении огневых точек и укреплений противника, продолжая при этом уничтожать врага метким огнём из пулемёта. 12 октября 1943 года танковая рота 183-й танковой бригады была брошена на штурм важной высоты 172,6, с которой окопавшийся там противник вёл непрерывный обстрел места переправы. В ходе боя в экипаже В. А. Приходько был тяжело ранен башенный стрелок. Василий Артёмович заменил выбывшего из строя товарища и во время штурма высоты и в бою за хутор Монастырёк успевал вести огонь из двух пулемётов, при этом выполняя также обязанности заряжающего. Слаженными действиями экипаж уничтожил 2 пулемётные точки и до 50 солдат и офицеров противника. Поддерживая наступление стрелковых подразделений, танк командира роты прорвался в глубину немецкой обороны, где огнём пушки, пулемётов и гусеницами уничтожил 4 противотанковых орудия, 7 станковых и 4 ручных пулемёта, 2 миномётные батареи и свыше 60 вражеских солдат. Красноармеец В. А. Приходько был ранен, но остался в строю. За успешное форсирование реки Днепр южнее Киева, прочное закрепление плацдарма на западном берегу реки Днепр и проявленные при этом отвагу и геройство указом Президиума Верховного Совета СССР от 23 октября 1943 года красноармейцу Приходько Василию Артёмовичу было присвоено звание Героя Советского Союза.
В ноябре 1943 года 10-й танковый корпус принимал участие в Киевской наступательной операции, по завершении которой был выведен в резерв. На фронт старшина В. А. Приходько вернулся в сентябре 1944 года в должности младшего механика-водителя 1-го танкового батальона 183-й танковой бригады. 10-й танковый корпус был брошен в бой на 3-м Прибалтийском фронте в ходе Рижской операции. Старшина В. А. Приходько участвовал в освобождении города Валмиера, прорыве немецкой линии обороны «Цесис». В конце сентября 1944 года в бою на оборонительном рубеже противника «Сигулда» В. А. Приходько заменил выбывшего из строя старшего механика-водителя, и умело управляя танком, дал возможность экипажу уничтожить самоходную артиллерийскую установку, противотанковое орудие и до 40 солдат и офицеров вермахта. Старшина Приходько также был тяжело ранен и эвакуирован в госпиталь.
После выздоровления старшина В. А. Приходько оставался в рядах РККА до окончания Великой Отечественной войны. После демобилизации он вернулся в родное село. 10 мая 1946 года Василий Артёмович скончался. Похоронен в селе Атюша Коропского района Черниговской области Украины.

## Награды
- Медаль «Золотая Звезда» (23.10.1943);
- орден Ленина (23.10.1943);
- орден Отечественной войны 1-й степени (17.01.1944);
- орден Красной Звезды (4.10.1943)
- орден Славы 3-й степени (12.10.1944);
- медали.

## Память
- Памятный знак в честь Героя Советского Союза В. А. Приходько установлен на Аллее Героев в посёлке городского типа Короп Черниговской области Украины.

## Документы
- Общедоступный электронный банк документов «Подвиг Народа в Великой Отечественной войне 1941—1945 гг.» Дата обращения: 1 апреля 2013. Архивировано из оригинала 13 марта 2012 года.

Указ Президиума Верховного Совета СССР о присвоении звания Героя Советского Союза. Дата обращения: 1 апреля 2013. Архивировано 10 апреля 2013 года.
Орден Отечественной войны 1-й степени (наградной лист и приказ о награждении). Дата обращения: 1 апреля 2013. Архивировано 10 апреля 2013 года.
Орден Красной Звезды наградной лист и приказ о награждении). Дата обращения: 1 апреля 2013. Архивировано 10 апреля 2013 года.
Орден Славы 3-й степени наградной лист и приказ о награждении). Дата обращения: 1 апреля 2013. Архивировано 10 апреля 2013 года.